# 1913 en Australie
Chronologie de l'Australie
- 1909
- 1910
- 1911
- 1912
- 1913
- 1914
- 1915
- 1916
- 1917

Cette page concerne les évènements survenus en 1913 en Australie  :

## Évènement
- Sécheresse en Australie (1911-1916) (en)
- 31 mai : 
  - Fin du gouvernement Fisher II
  - Début du gouvernement Cook (en)

## Arts et littérature
- W. Lister Lister remporte le prix Wynne avec Federal Capital Site.

### Sortie de film
- Moondyne (en)
- Australia Calls, dernier film de Raymond Longford.
- The Home of the Blizzard, film d'actualité de Frank Hurley

## Création
- Bassendean Caledonians SFC (en)
- Canberra

## Dissolution - Fermeture
- Burrangong Argus (en) (quotidien)
- Perth Gas Company (en)

## Naissance
- Dave Brown, joueur de rugby.
- Mary Durack (en), écrivaine et historienne.
- Kenneth Kennedy, sportif (patinage de vitesse).
- Ray Stehr, joueur de rugby.

## Décès
- George Lewis Becke (en), écrivain.
- Ambrose Dyson (en), caricaturiste.
- Garnet Walch (en), écrivain, journaliste.
- J. C. Williamson (en), acteur.